# Seeheilbad
Ein Seeheilbad ist ein Kurort in Deutschland, der spezielle Kurmaßnahmen durch Nutzung des Seeklimas anbietet.
Im Gegensatz zum Seebad muss ein Seeheilbad zusätzliche Bedingungen erfüllen, die zu dem Titel Seeheilbad berechtigen:
- Lage an der Meeresküste; die Ortsmitte darf grundsätzlich nicht mehr als zwei Kilometer von der Küstenlinie entfernt sein,
- wissenschaftlich anerkanntes und durch Erfahrung kurmäßig bewährtes, therapeutisch anwendbares Klima und eine entsprechende Luftqualität, die überwacht werden,
- mindestens eine Praxis eines Badearztes,
- Einrichtungen zur Abgabe und Anwendung der Kurmittel,
- einwandfreie Badewasserqualität an einem gepflegten und bewachten Badestrand,
- Strandpromenaden, vom Straßenverkehr hinreichend ungestörte Parkanlagen sowie Strand- oder Landschaftswege, Möglichkeiten für Spiel und Sport,
- während der Kurzeit Diätberatung; in Krankenhäusern und Diätküchenbetrieben Beschäftigung mindestens eines Diätassistenten,
- Kommunikations- und Informationseinrichtung.

Wie andere Kurorte darf ein Seeheilbad in der Ortsbezeichnung den Zusatz Bad tragen.

## Anerkannte Seeheilbäder
Die Liste ist möglicherweise nicht vollständig.

### Nordsee
- Baltrum
- Bensersiel
- Borkum
- Büsum
- Carolinensiel - Harlesiel
- Cuxhaven
- Friedrichskoog
- Helgoland
- Juist
- Langeoog
- Neuharlingersiel
- Norddorf auf Amrum
- Norden-Norddeich
- Norden-Westermarsch II
- Norderney
- Nordstrand
- Pellworm
- Spiekeroog
- Sankt Peter-Ording
- Schillig
- Wangerooge
- Wenningstedt-Braderup (Sylt)
- Westerland (Sylt)
- Wittdün auf Amrum
- Wyk auf Föhr

### Ostsee
- Ahlbeck
- Ahrenshoop
- Bansin
- Burg auf Fehmarn
- Dahme (Holstein)
- Damp
- Dierhagen
- Boltenhagen
- Glücksburg
- Graal-Müritz
- Großenbrode
- Grömitz
- Haffkrug
- Heiligendamm
- Heiligenhafen
- Heringsdorf
- Hohwacht
- Kellenhusen
- Kühlungsborn
- Niendorf
- Nienhagen
- Scharbeutz
- Timmendorfer Strand
- Lübeck-Travemünde
- Rostock-Warnemünde
- Wustrow
- Zingst